# New Orleans Motor

Automóvil New Orleans de 1900

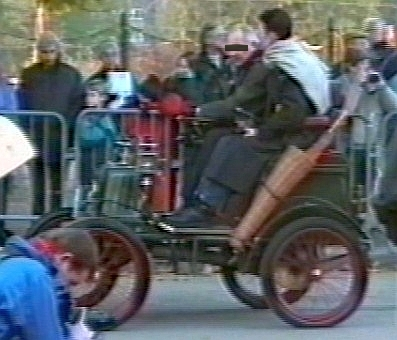
Otra imagen de un New Orleans de 1900

New Orleans era una marca de automóviles del Reino Unido. Fundada en 1900 por Evelyn Hugh Owen, en 1905 cambió su nombre a Orleans Motor.

## Historia de la empresa
La compañía Burford, Van Toll & Co de Twickenham comenzó a producir automóviles en 1900. En 1901 pasó a llamarse "New Orleans Motor Co Limited", siendo sus vehículos comercializados como "New Orleans". Cuando la compañía pasó a llamarse Orleans Motor Co Limited en 1905, la marca cambió a Orleans Motor.

## Vehículos
El primer modelo, el 3 ½ HP fue una construcción bajo licencia del fabricante belga Vivinus. Estaba equipado con un motor monocilíndrico de 707 cc de cilindrada. Entre 1900 y 1901 también se produjo el modelo 7 HP con un motor bicilíndrico inicialmente de 1408 cc, modificado después a 1418 cc. Desde 1902 hasta 1904, también estuvo disponible el modelo de dos cilindros "9 HP". En 1904 aparecieron los modelos con motor de 4 cilindros en V denominados 12 HP y 14 HP. El modelo más potente fue el 15 HP con un motor de cuatro cilindros y 3456 cc de cubicaje, fabricado entre 1904 y 1905.
Dos vehículos de esta marca participan ocasionalmente en el London to Brighton Veteran Car Run.